# منتصلة روهلاندية
منتصلة روهلاندية (الاسم العلمي: Achromobacter ruhlandii) هي نوع من البكتيريا، سلبية الغرام، تتبع المنتصلة.